# 永宁郡 (刘宋)
永宁郡，中国南北朝时设置的郡。
东晋隆安五年（401年）设立长宁郡，南朝宋明帝泰始年间，因为与宋文帝长宁陵同名，改长宁郡置永宁郡，属荆州。治所在长宁县（今湖北省荆门市西北三十里）。辖境约当今湖北省荆门市西北部及南漳县东南部，沮水中游与蛮河中游间地区。南朝齐、南朝梁沿置。西魏、北周属鄀州，天保十年（571年）北周将鄀州赐予后梁。隋文帝开皇七年（587年）灭后梁，废永宁郡。